# پیتزو دی کمپل
پیتزو دی کمپل (به لاتین: Pizzo di Campel) یک کوه در سوئیس است که در کانتون گراوبوندن واقع شده‌است. پیتزو دی کمپل ۲٬۳۷۶ متر بالاتر از سطح دریا واقع شده‌است.